# Кьеза, Дебора
Дебора Кьеза (итал. Deborah Chiesa; род. 13 июня 1996) — итальянская теннисистка. Член сборной Италии.

## Карьера
Она начала заниматься теннисом в шесть лет. В юниорах Дебора Кьеза добиралась 82 места в мировом рейтинге, на момент  1 января 2013 года.
В феврале 2018 года она впервые была вызвана в FedCup, дабы представлять Италию в матче против Испании, выигранном со счётом 3:2, который проходил в Кьети с 10 по 11 февраля. Он дебютировал в одиночном разряде 11 февраля 2018 года, победив Лару Арруабаррену со счетом 6-4, 2-6, 7-6 .
11 июня 2018 года она достигла 163 места в мире в одиночном разряде. 20 марта 2017 года —  308 места в парном разряде. Кьеза на данный момент выиграла три одиночных и одиннадцать парных титулов на женских турнирах ITF.
Свой самый значительный титул на сегодняшний день она выиграла на турнире с призовым фондом в $ 50 000 в Брешии. Кьеза стала партнёром своей соотечественницы Мартины Колменьи, победив Синди Бургер и Штефани Фогт в финале.